# Morvilliers (Aube)
Morvilliers é uma comuna francesa na região administrativa de Grande Leste, no departamento de Aube. Estende-se por uma área de 15,64 km². Em 2010 a comuna tinha 299 habitantes (densidade: 19,1 hab./km²).